# Bruce Drake
Bruce Drake (Gentry, 5 dicembre 1905 – Norman, 2 dicembre 1983) è stato un cestista, giocatore di football americano e allenatore di pallacanestro statunitense, membro del Naismith Memorial Basketball Hall of Fame dal 1973 in qualità di allenatore.